# Distrito de Matacoto
El distrito de Matacoto es uno de los ocho que conforman la Provincia de Yungay, ubicada en el Departamento de Ancash, bajo la administración del Gobierno Regional de Áncash, Perú.

## Historia
El distrito fue creado mediante Ley N.º 12416 del 7 de noviembre de 1955, en el gobierno del Presidente Manuel A. Odría.

## Capital
Su capital es la localidad de Matacoto

## Autoridades

### Municipales
- 2019 - 2022[2]
  - Alcalde: Pedro Hercílio Béjar Colonia, del Movimiento Acción Nacionalista Peruano.
  - Regidores:

  1. Mario Rosario Cochachin Méndez (Movimiento Acción Nacionalista Peruano)
  2. Juan Carlos Márquez Cordero (Movimiento Acción Nacionalista Peruano)
  3. Paulino Niceas Huerta Pizan (Movimiento Acción Nacionalista Peruano)
  4. Esperanza Illa Suttaraura (Movimiento Acción Nacionalista Peruano)
  5. Freddy Orlando Fructuoso Ocsha (Movimiento Independiente Regional Río Santa Caudaloso)

Alcaldes anteriores
- 2011-2014:[3] Hugo Benjamín Márquez Cordero, del Partido [Alianza Para El Progreso (Perú)]] (APEP).
- 2007-2010: Pedro Hercilio Béjar Colonia, Unión por el Perú (UPP).